# Indy Groothuizen
Indy Groothuizen (født 22. juli 1996) er en hollandsk fodboldspiller, der spiller for Akademisk Boldklub.

## Klubkarriere

### AFC Ajax
Groothuizen er et resultat af AFC Ajaxs ungdomsafdeling. Han fik sin officielle debut for Ajax den 8. december 2014 i Eerste Divisie, da han erstattede en skadet Norbert Alblas efter 88 minutter i en 3-2-sejr hjemme over RKC Waalwijk.
Den 5. august 2016 blev det offentliggjort, at han skiftede til FC Nordsjælland på en lejeaftale for resten af 2016-17-sæsonen. Han fik sin debut i Superligaen den 21. september, da han startede inde og spillede alle 90 minutter i 0-0-kampen mod AC Horsens.
Under FC Nordsjællands træningstur til La Manga Club fik Groothuizen et vrid i knæet under en træning. Han blev opereret for en meniskskade og blev forventet ude i 6-8 uger.

### ADO den Haag
Den 31. august 2018 blev det offentliggjort, at Groothuizen skiftede til hollandske ADO Den Haag. Groothuizen havde oprindeligt kontrakt med Ajax frem til 30. juni 2018.

## Landsholdskarriere
Groothuizen scorede for Hollands U/20-fodboldlandshold i en venskabskamp i november 2015 mod Tjekkiets U/20-fodboldlandshold.